# In the Loop
In the Loop és una pel·lícula britànica dirigida per Armando Iannucci el 2009. Descriu, amb una visió guillada però plena d'observacions reals, com els pacifistes han perdut la batalla de la Guerra de l'Iraq. L'spin doctor Tucker s'inspira en Alastair Campbell, el conseller de comunicació de Tony Blair.
La pel·lícula és treta de la sèrie britànica The Thick of It, creada el 2005 per Iannucci.

## Argument
Al caient d'una eventual invasió a l'Iraq, els serveis polítics britànics i americans s'han llançat a complexos tractes diplomàtics. En una entrevista, Simon Foster, secretari d'estat britànic per al desenvolupament internacional, en una tria de paraules poc afortunades, desestabilitza el món politico-mediàtic als dos costats de l'Atlàntic.

## Repartiment
- Peter Capaldi: Malcolm Tucker
- Tom Hollander: Simon Foster
- Chris Addison: Toby Wright
- James Gandolfini: General Miller
- Steve Coogan: Paul Michaelson
- Mimi Kennedy: Karen Clarke
- Paul Higgins: Jamie McDonald
- Anna Chlumsky: Liza Weld
- Gina McKee: Judy Molloy
- Alex Macqueen: Sir Jonathan Tutt
- James Smith: Michael Rodgers
- Olivia Poulet: Suzy
- Joanna Scanlan: Roz
- Samantha Harrington: Sam

## Premis i nominacions

### Premis
- 2009. premi British Independent Film al millor guió
- 2010. Chlotrudis Awards al millor guió, millor repartiment i millor actor en un paper secundari (Peter Capaldi)

### Nominacions
- 2010. Oscar al millor guió adaptat per Jesse Armstrong, Simon Blackwell, Armando Iannucci i Tony Roche
- 2010. BAFTA a la millor pel·lícula britànica
- 2010. BAFTA al millor guió per Jesse Armstrong, Simon Blackwell, Armando Iannucci i Tony Roche

## Al voltant de la pel·lícula
La pel·lícula és treta de la sèrie britànica The Thick of It, creada el 2005 per Armando Iannucci. La majoria dels actors de la sèrie apareixen en la pel·lícula, però Peter Capaldi és l'únic que repeteix el seu personatge.